# Genetisch geheugen
Bij de theorie van genetisch geheugen gaat men ervan uit dat een handeling of kennis die tijdens het leven optreedt, genetisch kan worden opgeslagen en dus wordt doorgegeven aan de volgende generatie. Hierdoor zou een organisme zelf kunnen zorgen voor aanpassingen (evolutie). Bijvoorbeeld: Een smid die hard werkt, krijgt sterkere armspieren. Zijn kinderen zullen ook zulke sterke armspieren krijgen, zelfs als ze een licht beroep kiezen.
Deze theorie is geopperd door de Franse bioloog Lamarck (1744-1829). Er bestaat geen enkel bewijs voor en het idee is na Lamarck in onbruik geraakt en vervangen door de evolutietheorie (1859), die de evolutie verklaart door natuurlijke selectie.
Er is op celniveau echter wel een soort geheugen gevonden. Sommige eigenschappen kunnen zonder verandering van het genoom doorgegeven worden. Het onderzoeksgebied dat dit vreemde fenomeen onderzoekt heet epigenetica.